# Catagramma albipunctata
Catagramma albipunctata är en fjärilsart som beskrevs av Peter William Michael 1931. Catagramma albipunctata ingår i släktet Catagramma och familjen praktfjärilar. Inga underarter finns listade i Catalogue of Life.